# X (Forschungsabteilung)

Logo

X (bis Anfang 2016 Google X) bezeichnet eine Forschungsabteilung des US-amerikanischen Unternehmens Alphabet Inc. Das Forschungslabor liegt in der Nähe des zentralen Google-Campus im kalifornischen Mountain View.

## Ziele und Ambitionen
Der Name Google X ist ein Wortspiel, wobei X für das Unbekannte steht, der Unternehmensname bedeutet also Suche nach dem Unbekannten. Chefforscher ist der Google-Mitgründer Sergey Brin. Aufgebaut wurde das Unternehmen von dem deutschen Robotikexperten Sebastian Thrun.
Das Unternehmen wurde geschaffen, um die überaus ambitionierten Ziele der Google-Gründer umzusetzen. Larry Page möchte wie sein Vorbild Nikola Tesla als ein bedeutender Erfinder zum Fortschritt beitragen. Seine Philosophie bezeichnete er als 10X Thinking. Demnach sei es einfacher, alles zehnmal besser zu machen, als nur um 10 Prozent besser. Von Larry Page stammt der Satz „Es gibt kaum Konkurrenz beim Erforschen technologischer Grenzen, weil niemand so verrückt ist, es zu versuchen“.

## Moonshot
Für die Projekte auf der Suche nach einem großen Wurf gibt es bei Google einen eigenen Namen: Moonshot. Der Begriff verweist auf die berühmte Ankündigung des US-Präsidenten John F. Kennedy zu Beginn der 1960er Jahre, bis Ende des Jahrzehnts einen Menschen auf den Mond zu schießen. Sebastian Thrun berichtet, das Mantra von Google sei: „Wenn du das Leben von 100 Millionen Menschen veränderst, dann bist du nicht erfolgreich. Das bist du erst, wenn du das Leben von einer Milliarde Menschen veränderst.“ Zu den Forschungskosten und Produktentwicklungskosten heißt es weiter: „Der Preis, hinter dem wir her sind, ist so groß, dass Geld auf dem Weg dorthin keine Rolle spielt.“

## Projekte
Zu den Projekten von X zählen unter anderem Google Glass (ein am Kopf getragener Miniaturcomputer im Rahmen der erweiterten Realität), eine digitale Kontaktlinse zur Messung des Blutzuckerwertes (16. November 2018 eingestellt) und die Entwicklung autonomer Fahrzeuge (siehe Waymo). Projekte wie Project Loon (Internetdienste über Ballone in der Stratosphäre) und Project Wing (Paketauslieferung per Drohne) wurden nach der Fertigstellung in eigenständige Unternehmen ausgelagert.
Google Brain und DeepMind
Mit dem Projekt Google Brain (Google-Gehirn) versucht Google die Arbeitsweise von Neuronenverbindungen im Gehirn nachzuahmen. Dazu wurde der Informatiker Geoffrey Hinton angeworben, der mit seiner Deep-Learning-Theorie Computer- und Neurowissenschaft verschmelzen will.
Im Januar 2014 erwarb Google außerdem für 450 Millionen Dollar das britische Labor DeepMind für künstliche Intelligenz. Die Forschungen verbesserten die Spracherkennung von Android, dem Betriebssystem von Google, sowie den Übersetzungsdienst Google Translate.